# تو (فیلم ۱۹۸۱)
«تو» (انگلیسی: Fire) یک فیلم است که در سال ۱۹۸۱ منتشر شد.